# كم جونغ هي
كيم جيونغهوي (بالكورية: 김정희) ‏ (1786–1856) كان فنان خط كوري شهير، طور أسلوبه الخاص في فن الخط الشرق آسيوي معتمدا على النقوش التذكارية الصينية والكورية القديمة.

## صور

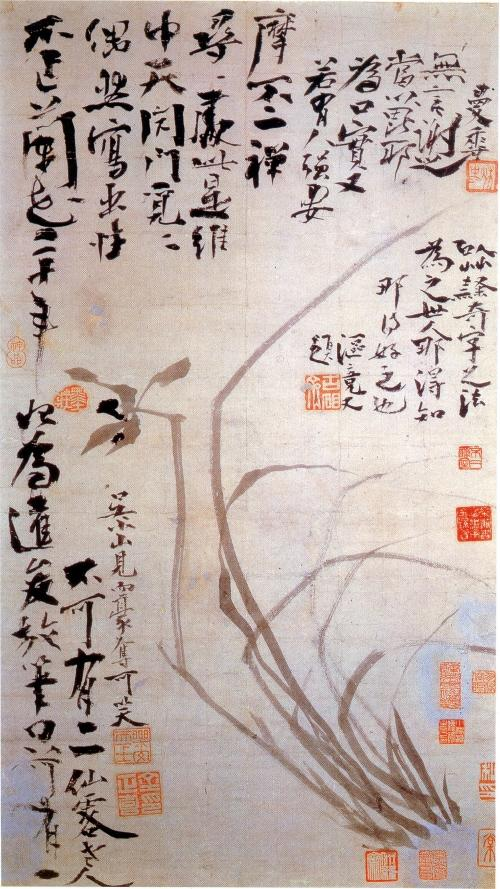
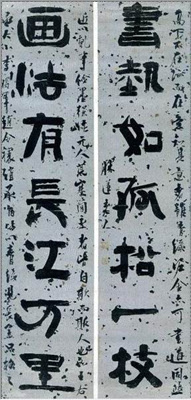
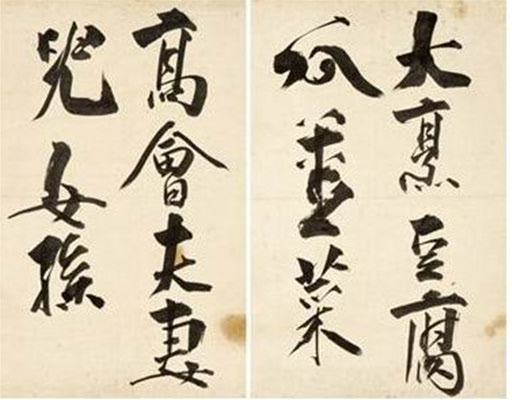
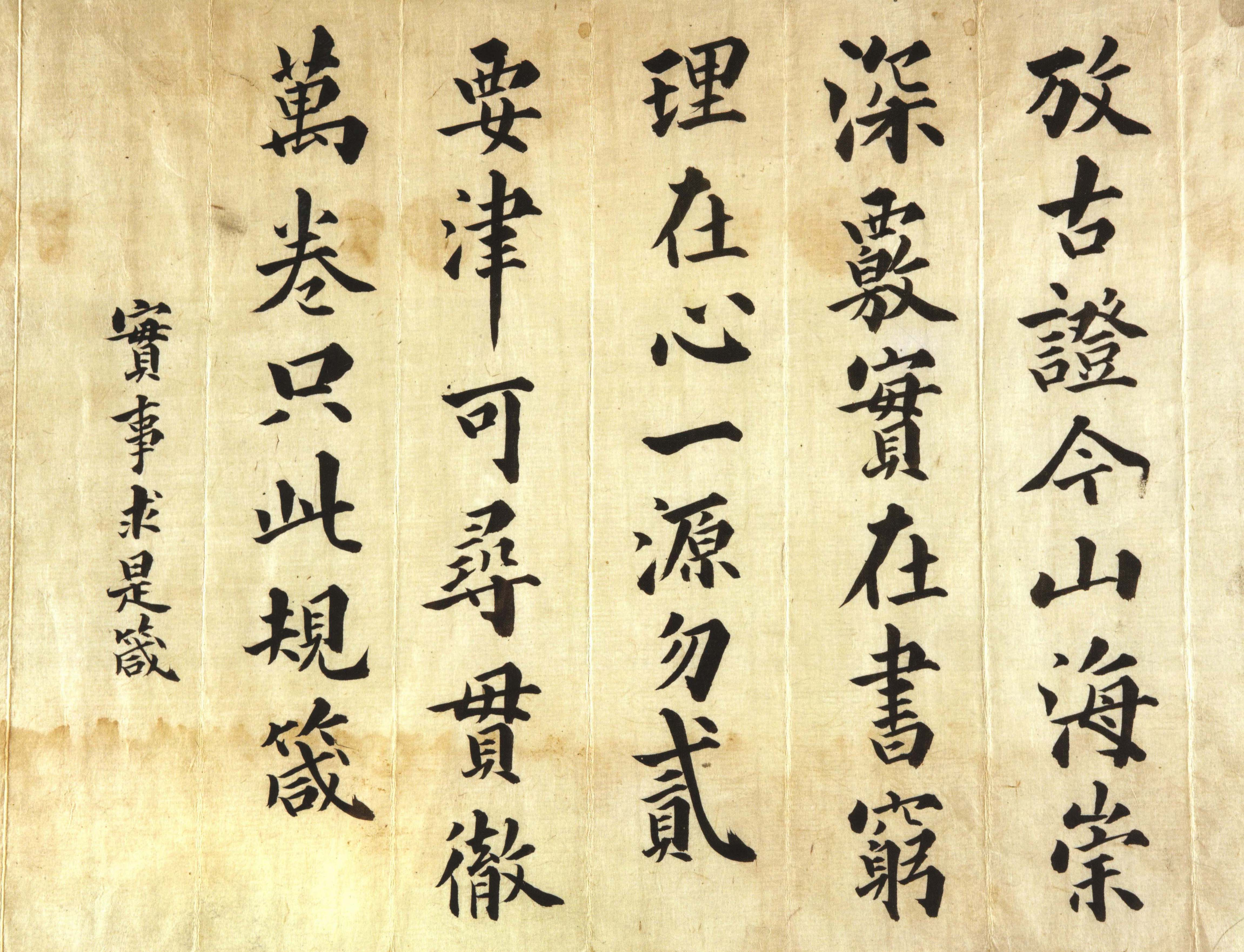
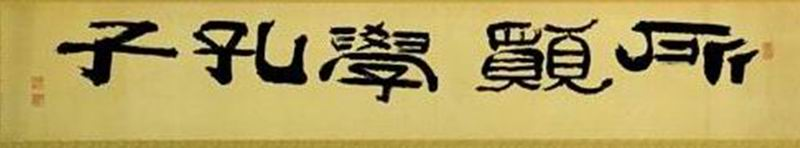
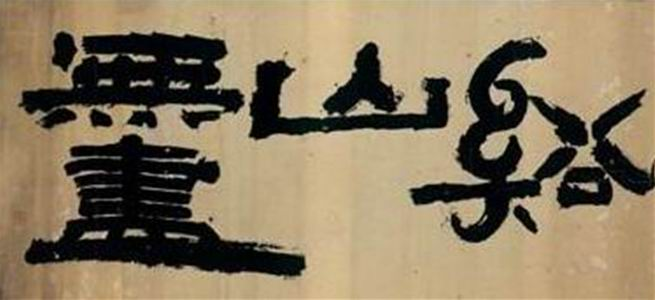
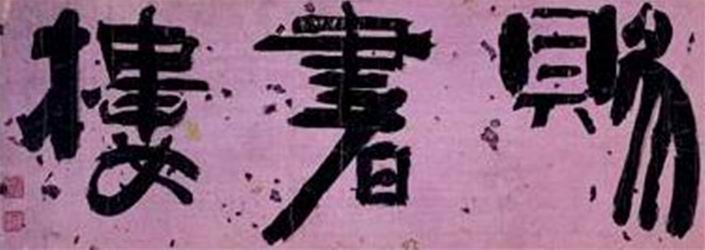
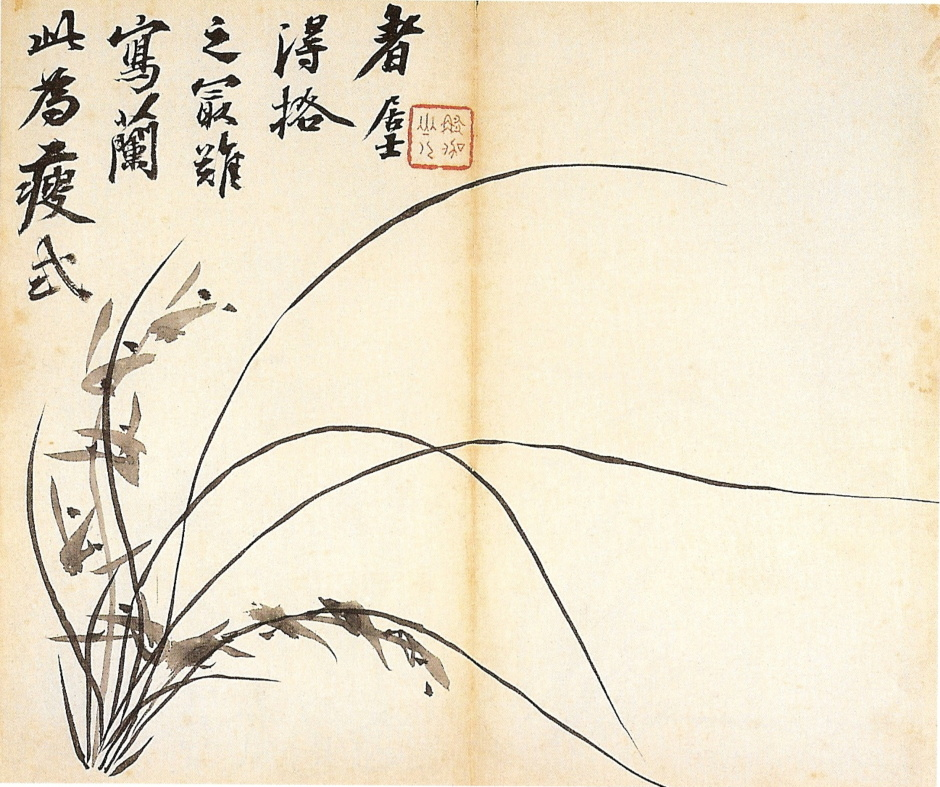

## روابط خارجية
- كم جونغ هي على موقع الموسوعة البريطانية (الإنجليزية)